# Asch-Weide
Die Asch-Weide (Salix cinerea), auch Grau-Weide genannt, ist eine Pflanzenart aus der Gattung der Weiden (Salix) innerhalb der Familie der Weidengewächse (Salicaceae).

## Beschreibung

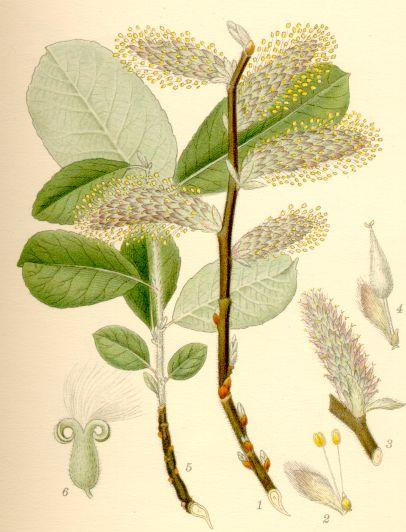
Illustration

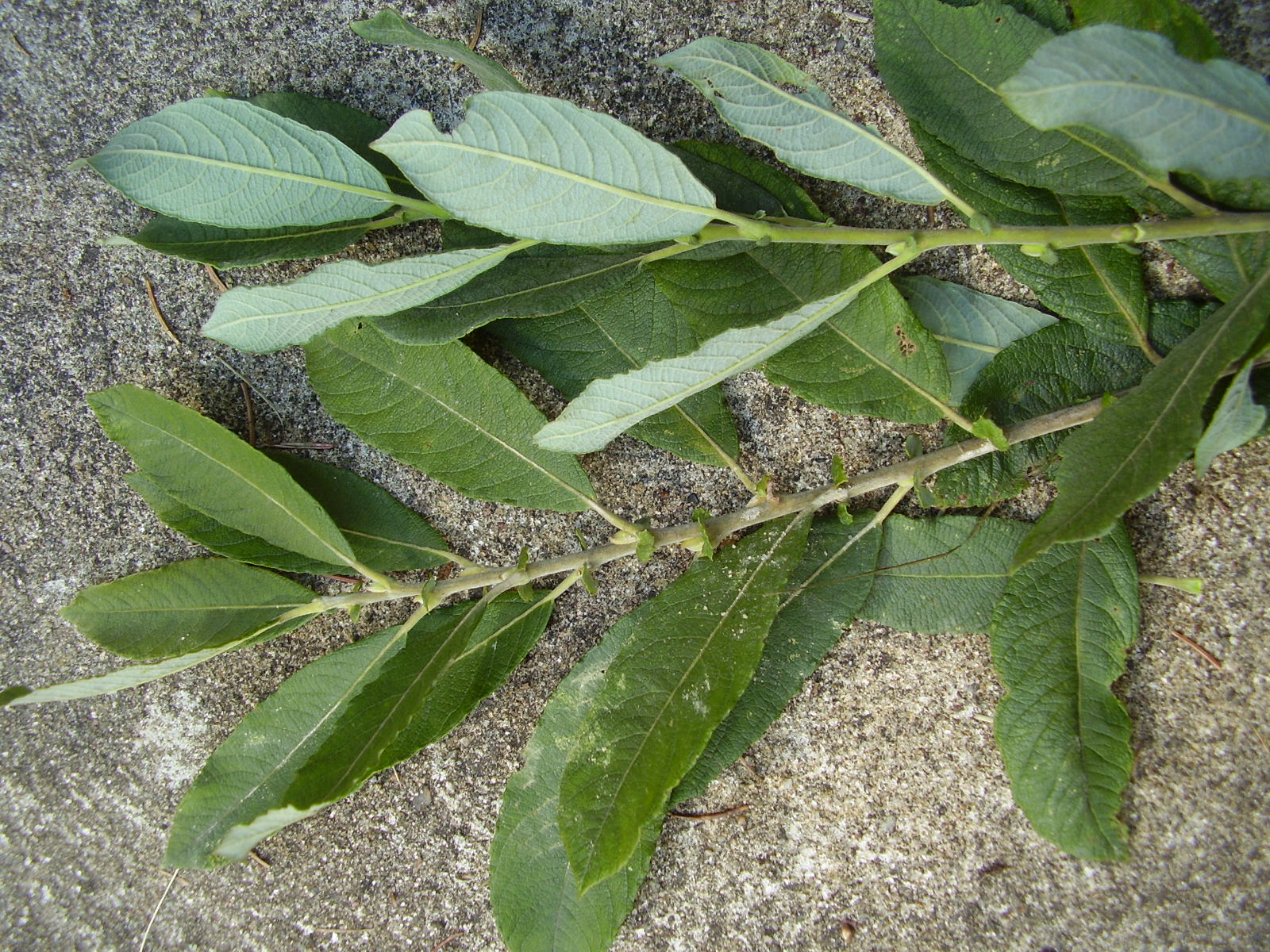
Zweige mit Ober- und Unterseite der wechselständigen, gestielten Laubblätter

### Vegetative Merkmale
Die Asch-Weide wächst als sommergrüner Strauch, der Wuchshöhen von meist 2 bis 4, selten bis 6 Metern erreicht. Er besitzt sparrig abstehende Äste. Freistehende Exemplare zeigen eine charakteristische halbkugelförmige Gestalt, an der die Art schon von weitem zu erkennen ist. Die Rinde junger Zweige ist zimtbraun und kurz samtig behaart. Die graue, glatte Rinde ist von braunen Korkwarzen durchsetzt. Das „nackte Holz“ der zwei- bis vierjährigen Zweige besitzt deutliche, mehrere Zentimeter lange Striemen. Die auffallend großen Knospenschuppen sind nie rot oder rotbraun (zur Unterscheidung mit ähnlichen Arten). Sowohl der deutsche Trivialname als auch der wissenschaftliche Name verweisen auf das auf eine relativ dichte Behaarung (Trichome) zurückzuführende „grau“-grüne Erscheinungsbild, das besonders im Frühjahr nach dem Laubaustrieb ins Auge fällt. 
Die wechselständig an den Zweigen angeordneten Laubblätter sind in Blattstiel und Blattspreite gegliedert. Die einfache Blattspreite ist bei einer Länge von 5 bis 9 Zentimetern elliptisch bis verkehrt-eiförmig mit verschmälerter Spreitenbasis und kurzer, meist gerader Spitze. Der Blattrand ist gesägt. Die Blattoberseite besitzt schwach eingesenkte Blattadern und die blaugrüne, dicht flaumig behaarte Blattunterseite besitzt deutlich erkennbare Blattadern. Nebenblätter sind meist vorhanden.

### Generative Merkmale
Die Asch-Weide ist eine zweihäusig getrenntgeschlechtige Pflanze (Diözie). Die Blütezeit liegt im März und April, die Blütenstände erscheinen vor dem Blattaustrieb als typische Weidenkätzchen. Die Kätzchen sind bis zu 5 Zentimeter lang. Die Tragblätter sind zweifarbig, bärtig und dicht behaart. Die Staubblätter sind an ihrer Basis behaart. Der lang gestielte Fruchtknoten ist behaart.
Die graugrüne Kapselfrucht reift bereits Anfang Mai und springt mit zurückgekrümmten Klappen auf. 
Die Chromosomenzahl beträgt 2n = 76.

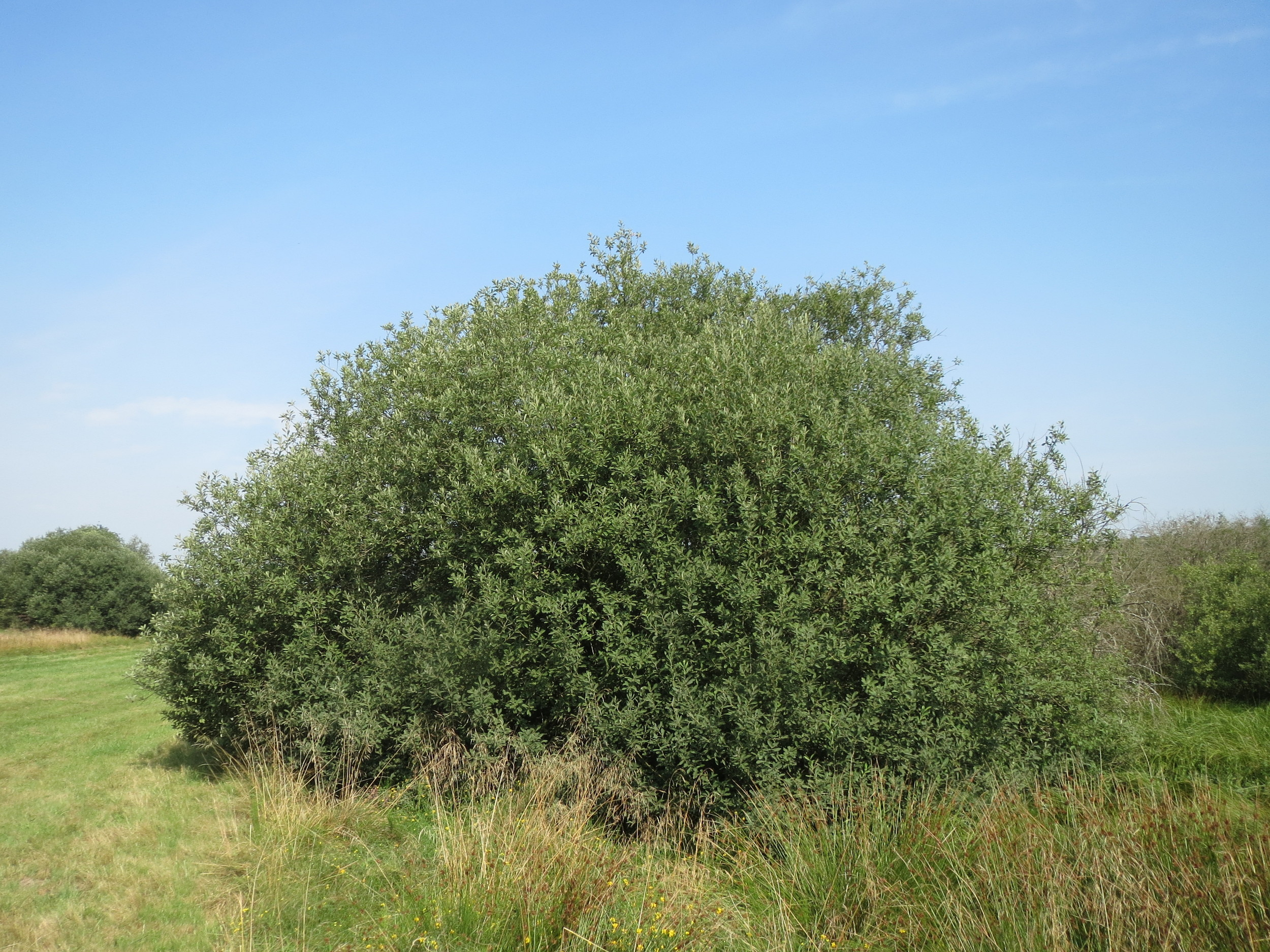
Habitus im Habitat

## Ökologie
Die Asch-Weide wächst meist nur strauchartig. Auf vernässten Böden ist sie eine Pionierpflanze. Die Art erträgt es, lange mit „dem Fuß“ im Wasser zu stehen. Deshalb dringt sie in Verlandungszonen am weitesten in Richtung Wasser vor. Bei mangelnder Pflege von Feuchtgebieten kann sie die artenreiche Vorvegetation überwuchern und ist dann entsprechend unerwünscht. In entwässerten Sumpfwiesen zeigen die verbliebenen Asch-Weiden, dass hier einmal eine größere Artenvielfalt herrschte.
Durch die frühe Blütezeit ist die Aschweide eine wichtige Bienenweide für Hummeln, Honigbiene und Wildbienen. Die Bestäubung erfolgt durch Insekten.
Die Samen werden durch den Wind ausgebreitet (Meteorochorie).

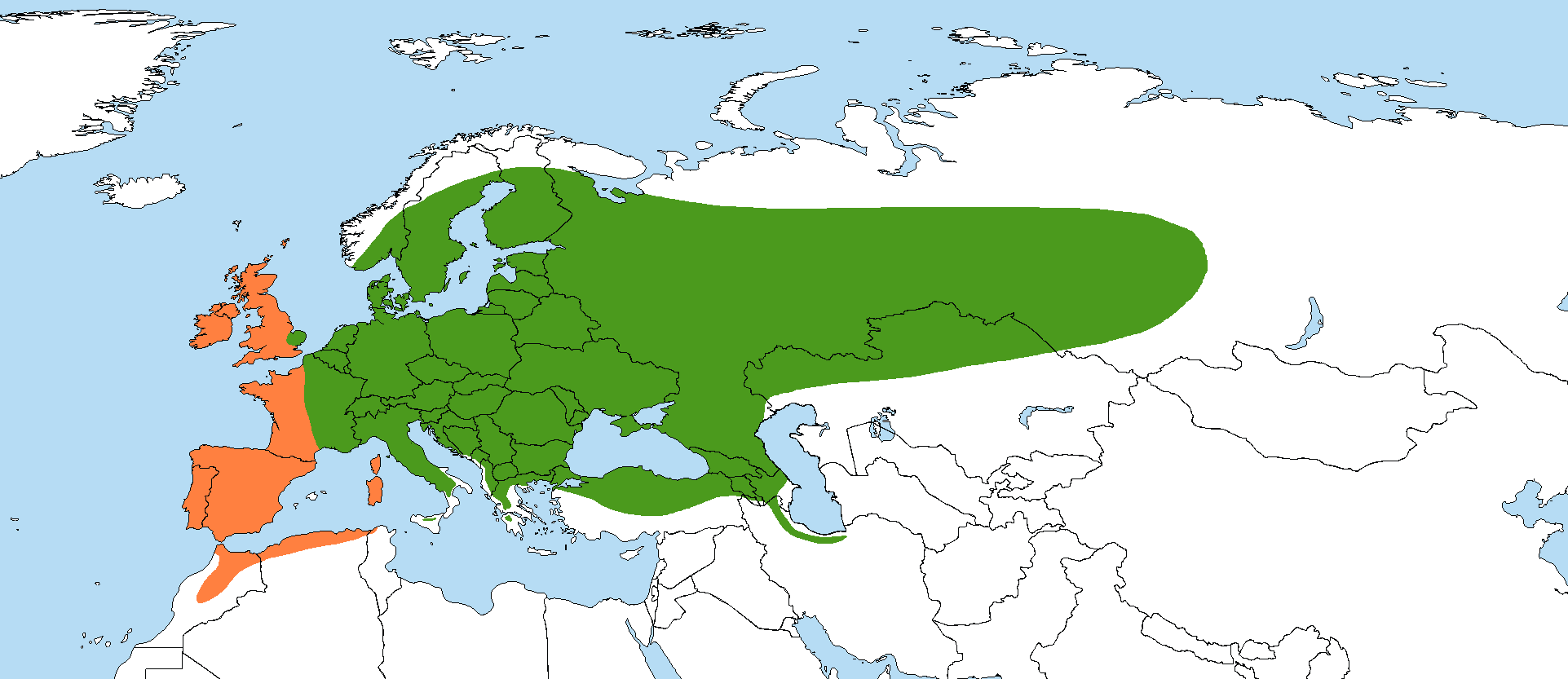
Verbreitungsgebiet: grün: Salix cinerea und
orange: Salix atrocinerea Brot. (Syn.: Salix cinerea subsp. oleifolia Macreight)

## Vorkommen
Das natürliche Verbreitungsgebiet der Asch-Weide liegt in Europa und Westsibirien.
In Feuchtgebieten fallen Asch-Weiden-Gebüsche schon von weitem durch die graugrüne Farbe und einen dichten, oft fast halbkugeligen Wuchs auf. Die Asch-Weide wächst bevorzugt auf nassen Wiesen, in Sümpfen, Mooren, an stehenden und langsam fließenden Gewässern und in Gräben, auf Sand- und Tonböden. Sie ist eine schwache Charakterart des Salicetum cinereae aus dem Verband Salicion cinereae, kommt aber auch in Pflanzengesellschaften des Verbands Salicion albae oder im Salici-Viburnetum des Verbands Berberidion vor.
Ein konkretes Vorkommen gibt es in den Auwiesen Zickenbachtal. Um die Wiesen des Naturschutzgebiets (Moor, Vögel) zu erhalten, werden die Asch-Weiden dort regelmäßig alle paar Jahre geschnitten.

## Sonstiges
Die Asch-Weide kommt zumeist natürlich vor, Anpflanzungen sind aufgrund der geringen Nutzung im Vergleich zu anderen Weidenarten selten. Aus diesem Grunde wurde sie für wissenschaftliche Untersuchungen zur Geschlechterökologie der Weiden herangezogen. Das Verhältnis von weiblichen zu männlichen Exemplaren beträgt 2:1.

## Hybriden
Die Asch-Weide (Salix cinerea) bastardisiert häufig mit anderen früh-blühenden, nahe verwandten Arten:
- Salix ×krausei Andersson:  Salix triandra (Mandel-Weide) × S. cinerea
- Vielnervige Weide (Salix ×multinervis Döll): Salix aurita (Ohr-Weide) × S. cinerea
- Reichardt-Weide (Salix ×reichardtii Kern.): Salix caprea (Sal-Weide) × S. cinerea
- Seidenblatt-Weide (Salix ×holosericea Willd.): Salix viminalis (Korb-Weide) × S. cinerea
- Salix ×pontederiana Willd.:  Salix purpurea (Purpur-Weide) × S. cinerea

## Weitere Bilder

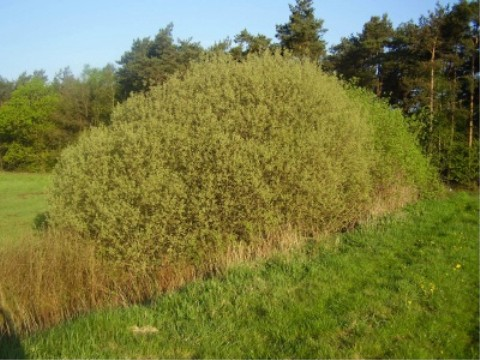
Erscheinungsbild im Frühjahr. Der typische, halbkugelförmige Wuchs und das graugrüne Erscheinungsbild sind gut zu erkennen
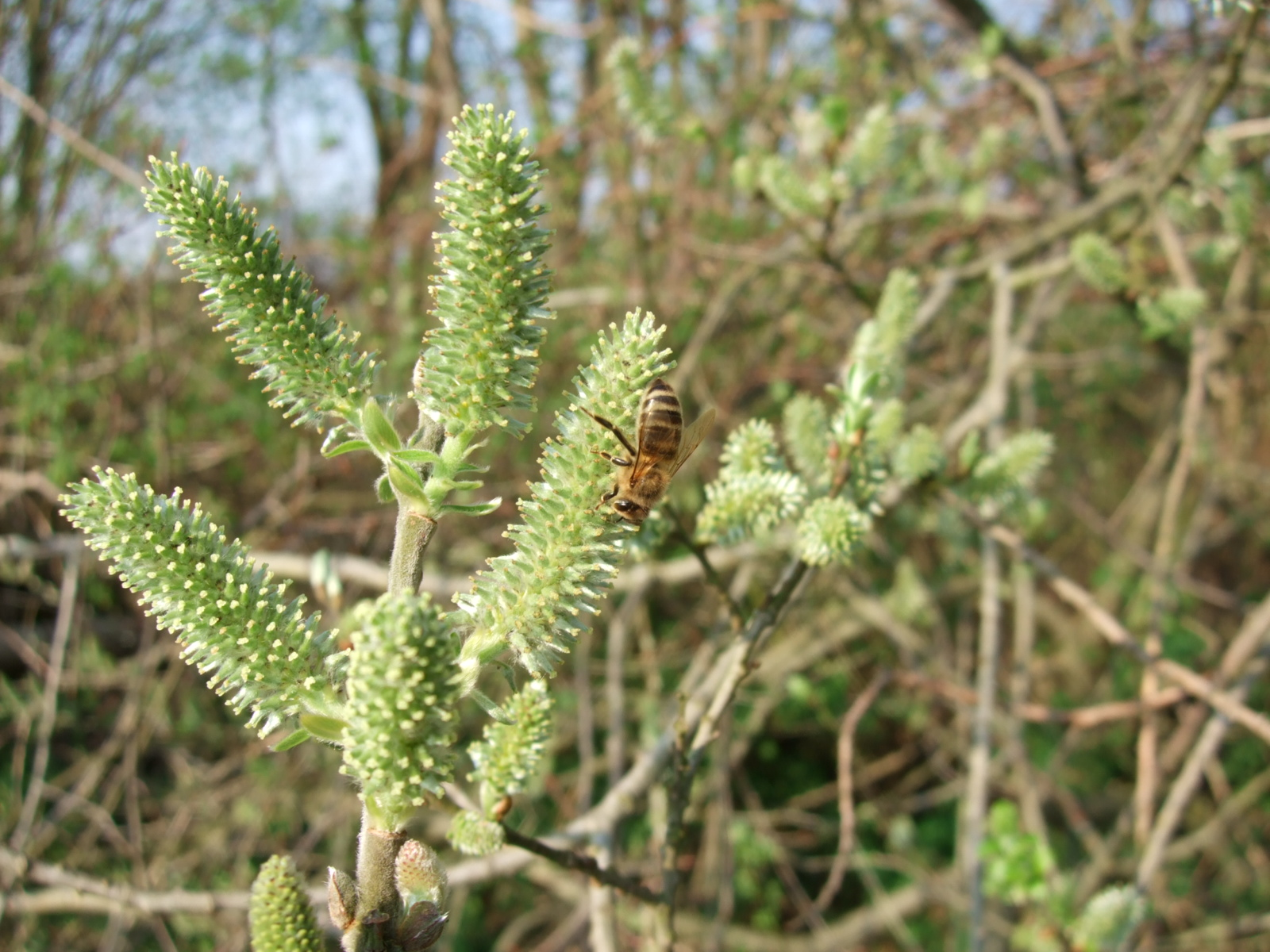
Weibliche Blütenkätzchen mit Honigbiene
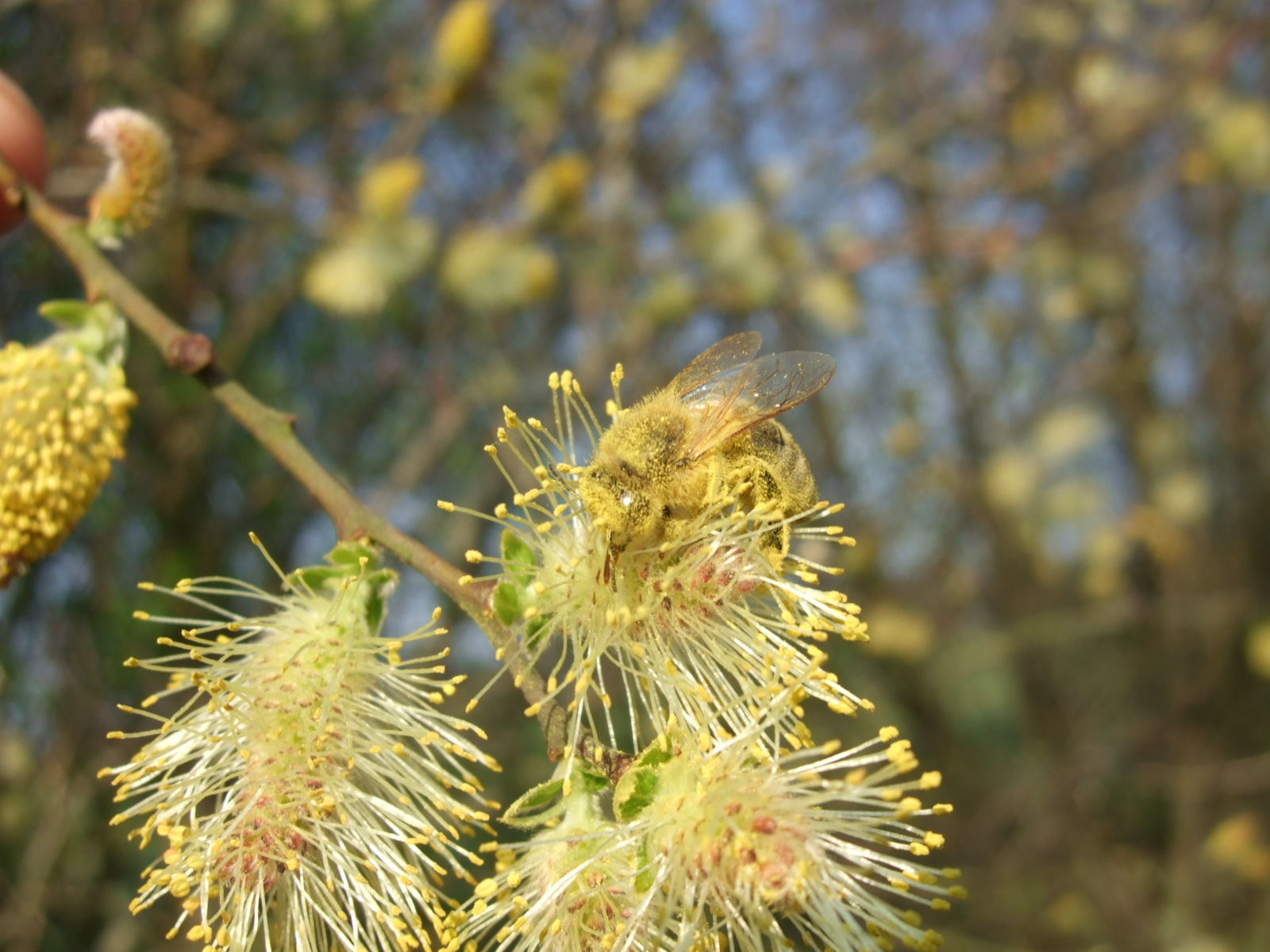
Männliche Blütenkätzchen mit Pollen sammelnder Honigbiene
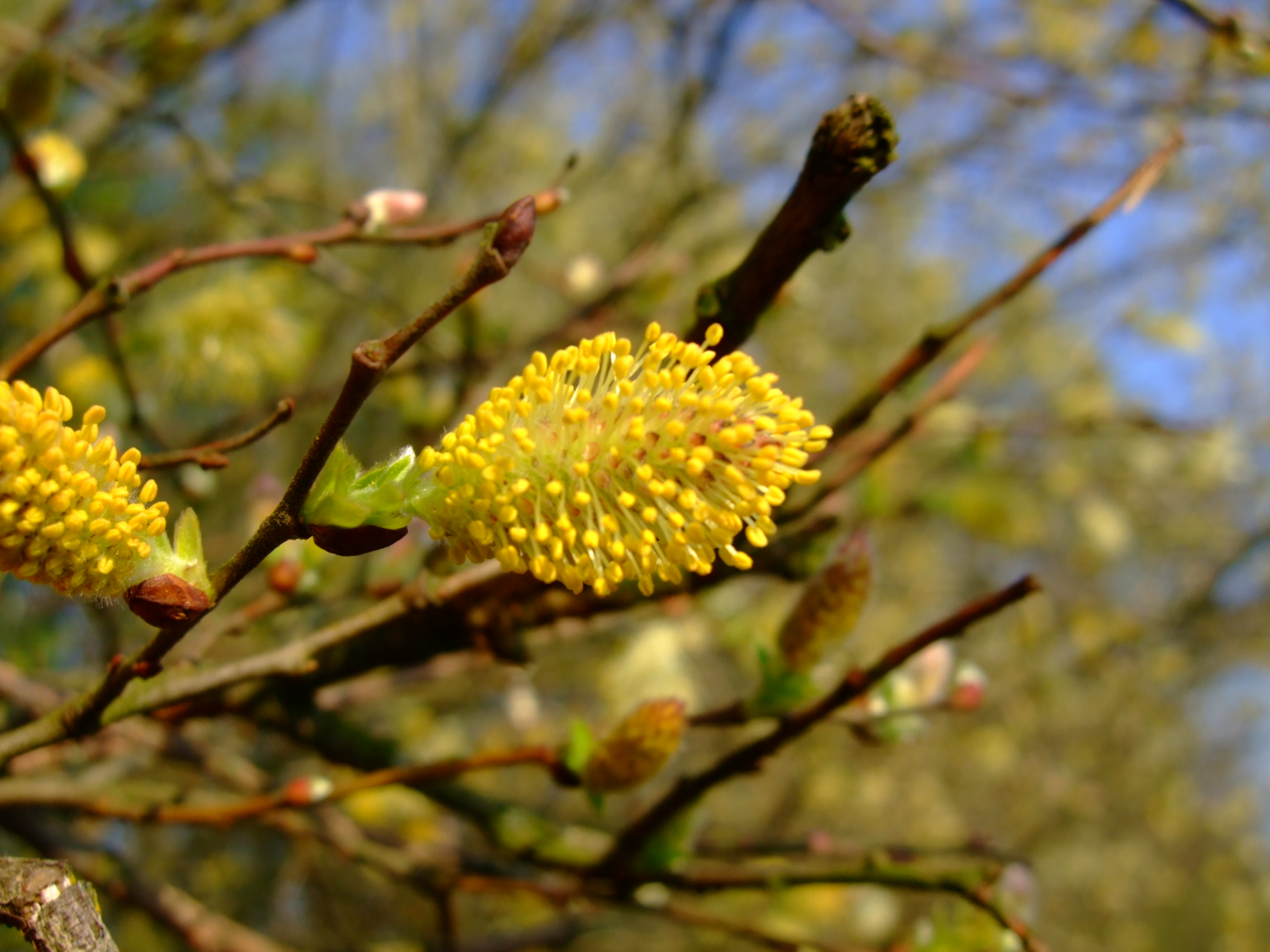
Männliche Blüten mit den bei dieser Art oft vorkommenden rötlichen Tragblättern im Kätzchen
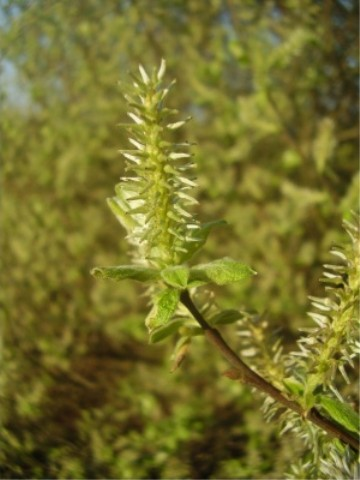
Fruchtstand Ende April (noch sind die Fruchtkapseln geschlossen)
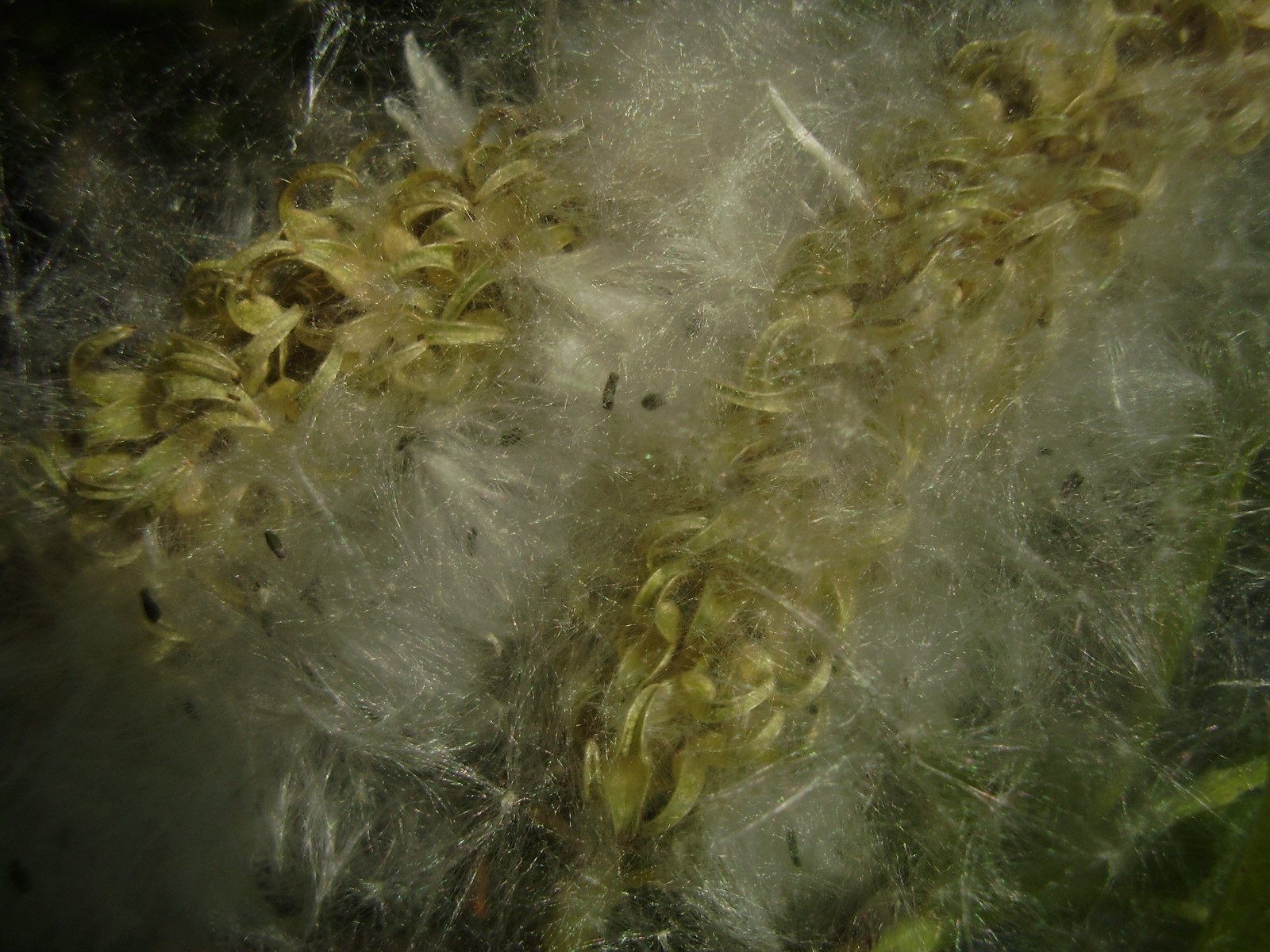
Aufspringende Kapselfrüchte mit Samen und Flughaaren